# Benthana iporangensis
Benthana iporangensis is een pissebed uit de familie Philosciidae. De wetenschappelijke naam van de soort is voor het eerst geldig gepubliceerd in 1993 door Lima & Silveira-Serejo.